# Richard Veenstra (darter)
Richard Veenstra (Ossenzijl, 10 juli 1981) is een Nederlandse dartspeler, die uitkomt voor de PDC. Zijn bijnaam is Flyers. Zijn grootste prestatie tot nu toe was het winnen van de WDF Europe Cup in 2016, waarin de finale met 7–5 werd gewonnen van Welshman Jim Williams.

## Carrière
In 2016 maakte Veenstra zijn debuut op het BDO World Darts Championship (ook wel Lakeside genoemd). In de eerste ronde won hij verrassend met 3–2 van de als derde geplaatste Jeffrey de Graaf. Veenstra wist deze goede vorm door te zetten naar de tweede ronde en versloeg Martin Atkins met 4–0. In de kwartfinale zorgde Veenstra voor een stunt door regerend wereldkampioen Scott Mitchell te verslaan. In deze partij kwam Veenstra vroeg op een ruime voorsprong en trok de overwinning uiteindelijk met 5–3 in sets over de streep. In de halve finale treft Veenstra de Canadees Jeff Smith. In een spannende wedstrijd trok de Canadees in de verlenging van de elfde set uiteindelijk aan het langste eind en won met 5–6 van Veenstra. Tijdens het BDO World Darts Championship van 2017 trof Veenstra in de eerste ronde de Schot Ross Montgomery. Deze partij werd door Veenstra gewonnen met 3–1 in sets. Vervolgens, in de tweede ronde, mocht Veenstra het opnemen tegen de Nederlander Danny Noppert. Veenstra werd hierin echter met 4–0 in sets verslagen.
Tijdens de editie van 2018 trof Veenstra in de eerste ronde de Noord-Ier Kyle McKinstry. Veenstra won met 3–2 in sets. In de tweede ronde trof Veenstra de Belg Geert De Vos die hij met 4–0 in sets versloeg. In de kwartfinale verloor Veenstra van de Duitser Michael Unterbuchner met 5–4 in sets. Tijdens de editie van 2019 trof Veenstra in de eerste ronde de Engelsman Nigel Heydon die hij met 3–2 in sets versloeg. In de tweede ronde verloor Veenstra van de Engelsman Scott Waites met 4–1 in sets. Op 3 februari 2019 won Veenstra de Dutch Open, waarin hij in de finale de Schot Ryan Hogarth met 3–2 in sets versloeg. Hiermee had het toernooi, na winst van Raymond van Barneveld in 2006, na dertien jaar weer een Nederlandse winnaar. Op 6 april 2022 trof Veenstra tijdens het WDF World Darts Championship in de tweede ronde de vijftienjarige Luke Littler uit Engeland. In deze wedstrijd won Veenstra met 3–0 in sets en gooide een nieuw Lakeside-recordgemiddelde van 104.91; Veenstra verbrak hiermee het oude Lakeside-recordgemiddelde (103.83) van Raymond van Barneveld uit 2004.
In 2023 stapte Veenstra over van de WDF naar de PDC door voor het eerst een tourkaart te winnen op Q-School.

## Resultaten op wereldkampioenschappen

### BDO
- 2016: Halve finale (verloren van Jeff Smith met 5–6)
- 2017: Laatste 16 (verloren van Danny Noppert met 0–4)
- 2018: Kwartfinale (verloren van Michael Unterbuchner met 4–5)
- 2019: Laatste 16 (verloren van Scott Waites met 1–4)
- 2020: Laatste 16 (verloren van  David Evans met 2–4)

### WDF

#### World Championship
- 2022: Halve finale (verloren van Neil Duff met 2–5)

#### World Cup
- 2015: Laatste 32 (verloren van John Michael met 2–4)
- 2017: Laatste 128 (verloren van Raymond Smith met 3–4)

### PDC
- 2024: Laatste 32 (verloren van Michael van Gerwen met 0-4)
- 2025: Laatste 96 (verloren van Alexis Toylo met 0-3)